# Evolution (ソフトウェア)
Evolution（エボリューション。以前はNovell Evolution）は、GNOMEデスクトップ環境標準の個人情報管理ツールかつワークグループ管理ツールで、メールクライアント、カレンダー、アドレス管理、タスク管理機能などを備えている。GNOME 2.8から正式にGNOMEの一部となった。ノベルがスポンサーとなって開発が進められていた。ノベルがXimianを買収する2003年以前は、Ximian Evolutionと名乗っていた。
ユーザインタフェース及び機能は、Microsoft Outlookに似ている。異なる機能には、全てのメールでのフルテキストでのインデックス化や、"仮想フォルダ"機能などがある。
Windows版も提供されていた。

## 歴史

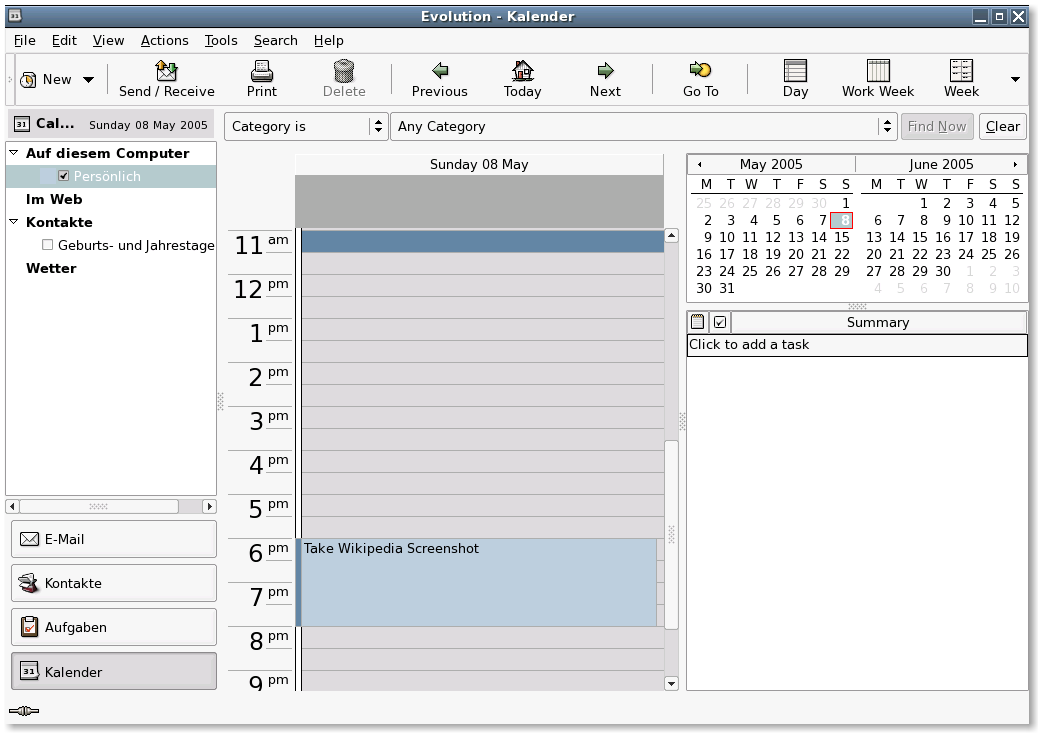
Evolutionのカレンダー機能

Ximianは2000年にEvolutionを開発することを決めた。これは、その時Linuxに企業ユーザに必要な機能性と相互運用性を提供できるEメールクライアントがないと感じられていたことによる。Ximianは、企業向けソフトウェアがあればLinuxが企業環境に浸透すると考えていた。2001年12月にEvolution 1.0がリリースされ、有料のXimianのMicrosoft Exchangeコネクタープラグインも提供された。Evolution自体はフリーソフトウェアとしてスタートしたが、XimianのコネクターはXimianが収益を得られるようにプロプライエタリなソフトウェアであった。2003年8月のノベルによるXimianの取得後、これは変わった。ノベルは、ExchangeプラグインをフリーソフトウェアとしてEvolution 2.0の中に組み込むことを2004年5月に決めた。
2011年、ノベルはThe Attachmate Groupに取得された。これはノベルの以前のEvolution開発者をSUSEの下に移籍させた。2012年、SUSEは、Evolutionの開発への資金援助を停止することを決め、開発者を別部門に異動させた。この結果として、Red Hatに雇用される2人のみがフルタイムの開発者として残った。2013年の暮れ、Red Hatは開発を再び活性化させるためにさらなる開発者をプロジェクトに加えることを決めた。これは、Mozilla Thunderbirdの活発な開発が止み、Microsoft ExchangeをよくサポートするEメールクライアントが必要とされたためである。

## 主な機能
- POPやIMAPでの電子メールの受信と、SMTPでのメール送信。
- SSL、TLS、STARTTLSで暗号化された安全なネットワーク接続。
- GPGやS/MIMEによる電子メールの暗号化。
- 電子メールフィルタリング。
- フォルダー検索。
- SpamAssassinやBogofilterによる迷惑メール対策。
- Microsoft Exchange Server、GroupWise、Kolabへの接続(プラグイン形式による個別対応)。
- iCalendarファイル形式、WebDAV及びCalDAV規格、Google Calendarでのカレンダー対応。
- 自端末内の住所録、LDAP、Google住所録の管理。
- SyncML規格でのSyncEvolutionとの同期や、gnome-pilotによるPalm OS機器との同期。
- LibreOfficeでのEvolution住所録利用。
- フィードリーダープラグイン。
- Multisyncによる携帯電話やPDAとの同期。